# Regensburger Verkehrsbetriebe

Historisches Logo der Regensburger Verkehrsbetriebe

Das Stadtwerk.Mobilität ist der öffentliche Betreiber des Stadtbusverkehrs in Regensburg und gehört zu 100 % zu das Stadtwerk.Regensburg. Das Unternehmen befördert mit Hilfe von etwa 250 Mitarbeitern auf 10 Linien etwa 24,3 Mio. Fahrgäste pro Jahr. Dafür sind täglich über 130 Busse im Einsatz. Das Liniennetz ist insgesamt 143 km lang und umfasst 300 Bushaltestellen.

## Geschichte
Ursprünglich wurde das Stadtwerk.Mobilität als Regensburger Verkehrsbetriebe GmbH (RVB) gegründet. Dazu kam 1999 die REBUS GmbH hinzu, die für den Fahrbetrieb zuständig war, um eine klare Trennung zwischen Infrastruktur und Fahrbetrieb zu gewährleisten.